# Themaroidopsis tetraspilota
Themaroidopsis tetraspilota är en tvåvingeart som beskrevs av Hardy 1986. Themaroidopsis tetraspilota ingår i släktet Themaroidopsis och familjen borrflugor. Inga underarter finns listade i Catalogue of Life.